# Остин, Сара
Са́ра О́стин (англ. Sarah Austin; 1793—1867) — английская писательница, редактор и переводчица немецких текстов, дочь Джона Тейлора (англ. John Taylor; ум. 1826).

## Биография
Сара Остин родилась в 1793 году в городе Норидж. Была младшим ребёнком в семье и получила домашнее образование под руководством своей матери Сюзанны Кук (англ. Susannah Cook), от которой, по мнению современников, унаследовала красоту и талант.
Вышла замуж в 1820 году за почтенного учёного юриста в Лондоне Джона Остина). Основательно зная немецкий язык и немецкую литературу, она своими переводами познакомила английскую публику с наиболее выдающимися немецкими писателями.
Согласно «ЭСБЕ», среди прочих, наиболее «известен её труд „Characteristics of Goethe“ (3 т., Лондон, 1833), много содействовавший достойной оценке гениального поэта в Англии. Из прочих её сочинений представляется особенно ценным „Considerations on national education“».
В браке у них родилась девочка, которую назвали Люси (Lucie); супругом её впоследствии стал Sir Alexander Cornewall Duff-Gordon, 3rd Baronet. Впоследствии она, как и мать, стала переводить немецких писателей на английский язык.
Сара Остин скончалась 8 августа 1867 года в городе Уэйбридже, занятая изданием труда своего мужа, умершего несколькими годами раньше, «Lectures on jurisprudence».